# Beuren (Esslingeni járás)
Beuren település Németországban, azon belül Baden-Württembergben. Lakosainak száma 3710 fő (2023. december 31.). Beuren Dettingen unter Teck, Owen, Erkenbrechtsweiler, Neuffen, Frickenhausen és Nürtingen községekkel határos.

## Népesség
A település népessége az elmúlt években az alábbi módon változott:
| Lakosok száma | 3070 | 3549 | 3585 | 3655 | 3690 | 3741 | 3710 |
|               | 1975 | 2015 | 2017 | 2019 | 2021 | 2022 | 2023 |